# Енъю
Енъю (устар. Енью, Иен-Ю, Эн-Ю) — река в России, течет по территории Корткеросского района Республики Коми. От истока течёт на восток по лесистой, незаселённой местности, затем поворачивает на север. Низовья Енью сильно заболочены. Устье реки находится в 154 км по правому берегу реки Вишера на высоте 110 м над уровнем моря. Длина Енью составляет 82 км. Крупных притоков не имеет.

## Данные водного реестра
По данным государственного водного реестра России относится к Двинско-Печорскому бассейновому округу, водохозяйственный участок реки — Вычегда от истока до города Сыктывкар, речной подбассейн реки — Вычегда. Речной бассейн реки — Северная Двина.
Код объекта в государственном водном реестре — 03020200112103000016613.